# AD Camacha
AD Camacha, właśc. Associação Desportiva da Camacha – portugalski klub piłkarski z siedzibą w Santa Cruz.

## Historia
Klub został założony w 1978. W swojej historii rozegrał 23 sezony na poziomie trzeciej ligi (w latach 1993–1994, 1995–2008, 2009–2012, 2013–2018 oraz 2020–2021).

## Reprezentanci kraju grający w klubie
stan na listopad 2023
|  | - Chinguila - Paulo Figueiredo - Juli Sánchez - Narcisse Yaméogo - Randal Oto’o - Alex Christian |  | - Manuel Lopes - Francisco Simbine - Ikenna Hillary - Carlitos - Júnior Monteiro |